# Repo Man - Il recuperatore
Repo Man - Il recuperatore (Repo Man) è una commedia a tinte fantascientifiche del 1984, diretto da Alex Cox, con Emilio Estevez ed Harry Dean Stanton. Nel 2009 il regista ha realizzato un sequel intitolato Repo Chick.

## Trama
Otto Maddox, un giovane punk alienato della Los Angeles della metà degli anni ottanta, è licenziato dal supermercato dove lavora per aver canzonato alquanto pesantemente il suo capo. Poco dopo, il ragazzo scopre che i suoi genitori, ex hippie e fumatori di cannabis, hanno donato il loro patrimonio a una popolare emittente televangelista. Abbandonata dunque casa, Otto trova quasi per caso lavoro in un'agenzia chiamata "Helping Hand Acceptance Corporation", un'agenzia di recupero auto, dove gli fa da mentore Bud, un recuperatore navigato che gli insegna tutte le dritte del mestiere.
Bud, Otto e tutti i recuperatori della città si mettono alla ricerca di una misteriosa Chevrolet Malibu del 1964 proveniente dal Nuovo Messico, stranamente valutata 20.000 dollari; questo veicolo, loro sconosciuto, contiene qualcosa di misterioso e pericolosamente potente nel portabagagli, ricercato anche da una strana donna dell'FBI, l'agente Rogersz e la sua squadra.
Il film si basa sulle esperienze di Alex Cox, il regista, che aveva lavorato per poco tempo come recuperatore di auto a Los Angeles, ma molto presto cambia direzione, iniziando a parlare degli alieni, della CIA, dei televangelisti, di ladri punk e altri personaggi e situazioni strane, tutte unite da una lunga serie di simpatiche e quasi impossibili coincidenze.

## Slogan promozionali
- «...It's 4 A.M., do you know where your car is?»
«Sono le quattro di mattina... sai dov'è la tua auto?»;
- «Meet Otto. He's a clean-cut kid in a dirty business. He's a Repo Man. He steals cars legally. Now, he's out to repossess a '64 Chevy Malibu...with an amazing reward of 20,000 $, but Otto is not alone. There are others who want the car and will do anything to get it. The risks are great, because hidden in the trunk is something so incredible it could destroy them all. We'll give you a hint... it glows in the dark»
«Incontra Otto. Un ragazzo pulito in affari sporchi. Un recuperatore. Ruba auto legalmente. Ora, deve recuperare un Chevy Malibu del '64...con una stupefacente ricompensa di 20000 $, ma Otto non è solo. Altri vogliono l'auto e faranno di tutto per averla. Il rischio è forte, perché nel bagagliaio c'è nascosto qualcosa di così incredibile che li potrebbe distruggere tutti. Vi daremo un indizio... è fosforescente».

## Riconoscimenti
Il film fece aggiudicare il Saturn Award per il miglior attore non protagonista a Tracey Walter e fece ottenere una candidatura al Saturn Award per la miglior sceneggiatura non originale ad Alex Cox.

## Temi ricorrenti e riferimenti
- Lungo tutto il film vengono spesso ripetute le parole "piatto", "gambero" o "piatto di gamberi".
- Nella scena all'ospedale si possono vedere i personaggi del "dottor Benway" e del "signor Lee", entrambi  protagonisti di alcuni racconti di William S. Burroughs.
- Durante il film viene spesso usata la parola Dioretix, una fusione tra il libro di L. Ron Hubbard, Dianetics, ed il termine diuretico.
- La fosforescenza minacciosa emessa dal contenuto (mai mostrato al pubblico) del portabagagli della Chevrolet Malibu può considerarsi un omaggio al contenuto luminoso e fosforescente della valigetta misteriosa di Un bacio e una pistola di Robert Aldrich. Questo stesso espediente verrà poi riomaggiato da Quentin Tarantino nel suo Pulp Fiction del 1994, in cui i malavitosi Vincent Vega e Jules Winnfield devono rinvenire una misteriosa valigetta per conto del proprio capo che, ogni qualvolta venga aperta, emette dal suo interno (parimenti mai mostrato al pubblico) una luce dorata.
- Cibi e bevande visti durante il film non portano alcuna marca ma appaiono colorati di bianco a lettere blu che recitano "Birra", "Bevanda", "Dry Gin" e "Cibo (carne)". Questo stile di etichetta venne realmente usato dai supermercati della Ralphs nel sud della California.
- In quasi tutte le auto sono presenti dei deodoranti al profumo di pini. Questi oggetti erano alcuni dei pochissimi sponsorizzati in questo film. Secondo Miller, il meccanico/filosofo, il pino appare solo nelle auto da recuperare (secondo la frase "Ne troverai uno in ogni auto. Vedrai"). Un pino appare anche su una moto della polizia.
- Molti dei recuperatori della Helping Hand si chiamano come delle marche di birra o vi alludono in qualche modo: Bud (Budweiser), Oly (Olympia), Lite (birra light), Miller, ecc.
- Alcuni musicisti punk nati a Los Angeles recitano in piccole parti: Dick Rude e Keith Morris, così come gli Untouchables e Rodney Bingenheimer. Zander Schloss ha invece il ruolo di un commesso collega di Otto.
- Durante il film sono visibili dei poster che recitano "Harry Pace per il consiglio cittadino". Lo stesso Cox disse che "Harry Pace" fosse un riferimento indiretto alla happy face, la caratteristica immagine stilizzata gialla della faccina sorridente e, infatti, la stessa faccina compare in alcune scene: Leila (interpretata da Olivia Barash) indossa delle spillette raffiguranti la suddetta immagine e lo stesso fa Otto quando prende la Chevy Malibu.
- La scena in cui l'agente Rogersz e Leila torturano Otto sembra un riferimento all'esperimento di Milgram.
- Nella scena in cui in un locale si festeggia con le mogli dei recuperatori, diverse mogli sono interpretate da drag queen.

## Colonna sonora
La colonna sonora contiene tracce punk rock ormai diventate dei classici, spaziando dai Black Flag ai Circle Jerks ai Suicidal Tendencies, Iggy Pop e altri. Il produttore Mike Nesmith ha un piccolo cameo nel film: una pubblicità falsa alla TV della sua casa di produzione, la Elephant Parts.
La colonna sonora serviva a catturare lo spirito rabbioso del periodo e mostra una collezione di bande punk del tempo.
1. Iggy Pop – Repo Man
2. Black Flag – TV Party
3. Suicidal Tendencies – Institutionalized
4. Circle Jerks – Coup d'Etat
5. The Plugz – El Clavo y la Cruz
6. Burning Sensations – Pablo Picasso
7. Fear – Let's Have a War
8. Circle Jerks – When the Shit Hits the Fan
9. The Plugz – Hombre Secreto (Secret Agent Man)
10. Juicy Bananas – Bad Man
11. The Plugz – Reel Ten

### Tributi
La American Laundromat Records nel 2012 dopo averlo a lungo rimandato ha finalmente pubblicato un CD tributo in cui diversi artisti tra cui Matthew Sweet, Amanda Palmer, Mike Watt e Black Francis reinterpretano le canzoni della colonna sonora originale.

## Riferimenti nella cultura moderna

### Videogiochi
- Nel gioco per PSP GTA: Vice City Stories che è ambientato nel 1984, c'è un'agenzia in cui il giocatore può investire danaro chiamata "Loan Sharking Ventures": l'aspetto del luogo, i nomi delle missioni e gli obiettivi sembrano una sorta di parodia/omaggio alla pellicola. Sempre nel gioco, quando si giunge al livello di "High Roller" per quanto riguarda le missioni dell'LSV, si vede assegnarsi uno scagnozzo (chiamato "Repo Man Outfit") che veste come Emilio Estevez/Otto alla fine del film.

### Serie Tv
- Il film è citato nella seconda stagione della serie televisiva Gossip Girl.